# Nimbochromis linni
Nimbochromis linni är en fiskart som först beskrevs av Burgess och Axelrod, 1975.  Nimbochromis linni ingår i släktet Nimbochromis och familjen Cichlidae. IUCN kategoriserar arten globalt som livskraftig. Inga underarter finns listade i Catalogue of Life.